# Euthalia ornata
Euthalia ornata är en fjärilsart som beskrevs av Schröder och Colin G.Treadaway 1979. Euthalia ornata ingår i släktet Euthalia och familjen praktfjärilar. Inga underarter finns listade i Catalogue of Life.